# آرثر نيويل تالبوت
آرثر نيويل تالبوت (بالإنجليزية: Arthur Newell Talbot)‏ هو مهندس مدني أمريكي، ولد في 1 أكتوبر 1857 في كورتلاند في الولايات المتحدة، وتوفي في 3 أبريل 1942 في شيكاغو في الولايات المتحدة.

## وصلات خارجية
- آرثر نيويل تالبوت على موقع الموسوعة البريطانية (الإنجليزية)